# Comuni del Guatemala

Municipalità del Guatemala

Il Guatemala è diviso in 340 comuni (sp. municipios).

## Lista dei comuni divisi per dipartimento

### Alta Verapaz
- Chahal
- Chisec
- Cobán
- Fray Bartolomé de las Casas
- Lanquín
- Panzós
- Raxruhá
- San Cristóbal Verapaz
- San Juan Chamelco
- San Pedro Carchá
- Santa Catalina la Tinta
- Santa Cruz Verapaz
- Santa María Cahabón
- Senahú
- Tactic
- Tamahú
- Tucurú

### Baja Verapaz
- Cubulco
- Granados
- Purulhá
- Rabinal
- Salamá
- San Jerónimo
- San Miguel Chicaj
- Santa Cruz el Chol

### Chimaltenango
- Acatenango
- Chimaltenango
- El Tejar
- Parramos
- Patzicía
- Patzún
- Pochuta
- San Andrés Itzapa
- San José Poaquil
- San Juan Comalapa
- San Martín Jilotepeque
- Santa Apolonia
- Santa Cruz Balanyá
- Tecpán Guatemala
- Yepocapa
- Zaragoza

### Chiquimula
- Camotán
- Chiquimula
- Concepción las Minas
- Esquipulas
- Ipala
- Jocotán
- Olopa
- Quezaltepeque
- San Jacinto
- San José la Arada
- San Juan Ermita

### El Progreso
- El Jícaro
- Guastatoya
- Morazán
- San Agustín Acasaguastlán
- San Antonio la Paz
- San Cristóbal Acasaguastlán
- Sanarate
- Sansare

### Escuintla
- Escuintla
- Guanagazapa
- Iztapa
- La Democracia
- La Gomera
- Masagua
- Nueva Concepción
- Palín
- Puerto de San José
- San Vicente Pacaya
- Santa Lucía Cotzumalguapa
- Sipacate
- Siquinalá
- Tiquisate

### Guatemala
- Amatitlán
- Chinautla
- Chuarrancho
- Fraijanes
- Città del Guatemala
- Mixco
- Palencia
- Petapa
- San José del Golfo
- San José Pinula
- San Juan Sacatepéquez
- San Pedro Ayampuc
- San Pedro Sacatepéquez
- San Raimundo
- Santa Catarina Pinula
- Villa Canales
- Villa Nueva

### Huehuetenango
- Aguacatán
- Barillas
- Chiantla
- Colotenango
- Concepción Huista
- Cuilco
- Huehuetenango
- Jacaltenango
- La Democracia
- La Libertad
- Malacatancito
- Nentón
- Petatán
- San Antonio Huista
- San Gaspar Ixchil
- San Ildefonso Ixtahuacán
- San Juan Atitán
- San Juan Ixcoy
- San Mateo Ixtatán
- San Miguel Acatán
- San Pedro Necta
- San Pedro Soloma
- San Rafael la Independencia
- San Rafael Petzal
- San Sebastián Coatán
- San Sebastián Huehuetenango
- Santa Ana Huista
- Santa Bárbara
- Santa Eulalia
- Santiago Chimaltenango
- Tectitán
- Todos Santos Cuchumatán
- Unión Cantinil

### Izabal
- El Estor
- Livingston
- Los Amates
- Morales
- Puerto Barrios

### Jalapa
- Jalapa
- Mataquescuintla
- Monjas
- San Carlos Alzatate
- San Luis Jilotepeque
- San Manuel Chaparrón
- San Pedro Pinula

### Jutiapa
- Agua Blanca
- Asunción Mita
- Atescatempa
- Comapa
- Conguaco
- El Adelanto
- El Progreso
- Jalpatagua
- Jerez
- Jutiapa
- Moyuta
- Pasaco
- Quezada
- San José Acatempa
- Santa Catarina Mita
- Yupiltepeque
- Zapotitlán

### Petén
- Dolores
- El Chal
- Flores
- La Libertad
- Las Cruces
- Melchor de Mencos
- Poptún
- San Andrés
- San Benito
- San Francisco
- San José
- San Luis
- Santa Ana
- Sayaxché

### Quetzaltenango
- Almolonga
- Cabricán
- Cajolá
- Cantel
- Coatepeque
- Colomba
- Concepción Chiquirichapa
- El Palmar
- Flores Costa Cuca
- Génova
- Huitán
- La Esperanza
- Olintepeque
- Ostuncalco
- Palestina de los Altos
- Quetzaltenango
- Salcajá
- San Carlos Sija
- San Francisco la Unión
- San Martín Sacatepéquez
- San Mateo
- San Miguel Sigüilá
- Sibilia
- Zunil

### Quiché
- Canillá
- Chajul
- Chicamán
- Chiché
- Chinique
- Cunén
- Playa Grande Ixcán
- Joyabaj
- Pachalúm
- Patzité
- Sacapulas
- San Andrés Sajcabajá
- San Antonio Ilotenango
- San Bartolomé Jocotenango
- San Juan Cotzal
- San Pedro Jocopilas
- Santa Cruz del Quiché
- Santa María Nebaj
- Santo Tomás Chichicastenango
- Uspantán
- Zacualpa

### Retalhuleu
- Champerico
- El Asintal
- Nuevo San Carlos
- Retalhuleu
- San Andrés Villa Seca
- San Felipe
- San Martín Zapotitlán
- San Sebastián
- Santa Cruz Muluá

### Sacatepéquez
- Antigua Guatemala
- Ciudad Vieja
- Jocotenango
- Magdalena Milpas Altas
- Pastores
- San Antonio Aguas Calientes
- San Bartolomé Milpas Altas
- San Juan Alotenango
- San Lucas Sacatepéquez
- San Miguel Dueñas
- Santa Catarina Barahona
- Santa Lucía Milpas Altas
- Santa María de Jesús
- Santiago Sacatepéquez
- Santo Domingo Xenacoj
- Sumpango

### San Marcos
- Ayutla
- Catarina
- Comitancillo
- Concepción Tutuapa
- El Quetzal
- El Rodeo
- El Tumbador
- Esquipulas Palo Gordo
- Ixchiguán
- La Blanca
- La Reforma
- Malacatán
- Nuevo Progreso
- Ocós
- Pajapita
- Río Blanco
- San Antonio Sacatepéquez
- San Cristóbal Cucho
- San José Ojetenam
- San Lorenzo
- San Marcos
- San Miguel Ixtahuacán
- San Pablo
- San Pedro Sacatepéquez
- San Rafael Pié de la Cuesta
- Sibinal
- Sipacapa
- Tacaná
- Tajumulco
- Tejutla

### Santa Rosa
- Barberena
- Casillas
- Chiquimulilla
- Cuilapa
- Guazacapán
- Nueva Santa Rosa
- Oratorio
- Pueblo Nuevo Viñas
- San Juan Tecuaco
- San Rafael las Flores
- Santa Cruz Naranjo
- Santa María Ixhuatán
- Santa Rosa de Lima
- Taxisco

### Sololá
- Concepción
- Nahualá
- Panajachel
- San Andrés Semetabaj
- San Antonio Palopó
- San José Chacayá
- San Juan La Laguna
- San Lucas Tolimán
- San Marcos La Laguna
- San Pablo La Laguna
- San Pedro La Laguna
- Santa Catarina Ixtahuacán
- Santa Catarina Palopó
- Santa Clara La Laguna
- Santa Cruz La Laguna
- Santa Lucía Utatlán
- Santa María Visitación
- Santiago Atitlán
- Sololá

### Suchitepéquez
- Chicacao
- Cuyotenango
- Mazatenango
- Patulul
- Pueblo Nuevo
- Río Bravo
- Samayac
- San Antonio Suchitepéquez
- San Bernardino
- San Francisco Zapotitlán
- San Gabriel
- San José el Idolo
- San José La Maquina
- San Juan Bautista
- San Lorenzo
- San Miguel Panán
- San Pablo Jocopilas
- Santa Bárbara
- Santo Domingo Suchitepéquez
- Santo Tomás la Unión
- Zunilito

### Totonicapán
- Momostenango
- San Andrés Xecul
- San Bartolo
- San Cristóbal Totonicapán
- San Francisco el Alto
- Santa Lucía la Reforma
- Santa María Chiquimula
- Totonicapán

### Zacapa
- Cabañas
- Estanzuela
- Gualán
- Huité
- La Unión
- Río Hondo
- San Diego
- San Jorge
- Teculután
- Usumatlán
- Zacapa